# HD 62747
HD 62747，又名CD-24 5885，SAO 174433、HR 3004，是一颗恒星，视星等为5.62，位于銀經240.75，銀緯-0.26，其B1900.0坐标为赤經7h 40m 21.9s，赤緯-24° -0.26′ 1″。